# كوسكينو (دوديكانيسوس)
كوسكينو (Κοσκινού) هي مدينة في دوديكانيسوس في اليونان.